# Fekete István (tanár)
Fekete István (Sződrákos, 1863. február 13. – Győr, 1940. november 28.) gimnáziumi tanár.

## Élete
Fekete István és Morvai Borbála fia. Iskoláit Vácon végezte; 1881-ben belépett a kegyes-tanítórend tagjai közé és mint növendék tanulta Kecskeméten, majd Nyitrán a teológiát, és Kolozsvárt az egyetemen a klasszika-filológiát hallgatta. Tanár volt Sátoraljaújhelyen 1887-től 1892-ig, Léván 1892-93-ban. Ekkor kilépett a rendből és Aszódon foglalt el gimnáziumi állást. 1894-ben a selmecbányai evangélikus főgimnáziumhoz nevezték ki rendes tanárrá, ahol 1918-ig tanított. Kerpely Jenő első zenetanára volt. Művészien kezelte a gordonkát, játszott együtt Waldbauer Józseffel, Waldbauer Imre apjával és Szendy Árpáddal is Hodrusbányán. Amikor Fekete István selmecbányai iskoláját csehszlovák tanításnyelvűvé tették és államosították, őt is elbocsátották. Ezután meghívták az eperjesi kollégium gimnáziumába tanárnak. Később, amikor a magyar nyelv tanítása a csehszlovák nyelvtörvény értelmében itt is megszűnt, a kassai állami magyar reálgimnáziumhoz került, s ennél az intézménynél fejezte be pályáját húsz ott töltött év után. Felesége Borcsányi (Borschke) Emília volt.
Programmértekezése: A görögök zenéjéről (Lévai gymn. Értesítője 1893.) 
1893-ban a következő zenedarabjai jelentek meg a Rózsavölgyi cégnél Budapesten: Hegyaljai magyar népdal, Korona csárdás és Klára csárdás. Ugyanezen évben a debreceni dalkör eredeti népdalokra (férfikarra) hirdetett pályázatán egy műve dicséretet nyert.
Kéziratban vannak egyházi énekek és eredeti népdalok.